# Colonia Tirolesa
Colonia Tirolesa è una città argentina della Provincia di Córdoba, nel dipartimento Colón, a 27 km dalla capitale provinciale Córdoba.

## Economia
Le attività principali sono agricoltura, che si concentra sulla produzione di patate, soia e mais, e l'allevamento.

## Monumenti
- Cappella dell'Immacolata costruita nel 1907 su un terreno donato da Francisco Cecato e Basilio Conci, in ricordo di Annunziata Cecato in Conci, che perse la vita schiacciata da dei cavalli.

## Popolazione
Il comune comprende quattro settori urbani e una vasta area rurale. Secondo il censimento nazionale del 2001 la popolazione è così suddivisa:
- Santa Elena (691 abitanti)
- Colonia tirolese (685 abitanti)
- Stazione di Colonia Tirolesa (442 abitanti)
- La Puerta (246 abitanti).

Santa Elena si trova 3 km a sud di Colonia Tirolesa; La Puerta si trova 11 km a nord, entrambi sulla strada A 174; mentre la stazione di Colonia Tirolesa si trova a circa 4 km a sud, sulla linea ferroviaria FCGB
Nel 2008 è stato realizzato un censimento della popolazione a livello provinciale, che ha registrato la popolazione totale dei comuni, compresa la popolazione rurale, che è pari a 5 208 abitanti.